# Campionati mondiali di pugilato dilettanti femminile 2010
I Campionati mondiali di pugilato dilettanti femminile del 2010 si sono svolti, sotto la direzione dell'AIBA, a Bridgetown, Barbados, dal 9 al 18 settembre. Gli incontri si sono disputati presso il Garfield Sobers Sports Complex.
Il torneo comprendeva 10 differenti categorie di peso; rispetto all'edizione precedente, sono state eliminate le categorie dei Pesi paglia (-46 kg), Pesi supermosca (-52 kg) e Pesi superwelter (-70 kg).

## Risultati
| Bridgetown 2010     | Bridgetown 2010    | Bridgetown 2010   | Bridgetown 2010     | Bridgetown 2010     |
| ------------------- | ------------------ | ----------------- | ------------------- | ------------------- |
| Peso                |                    |                   |                     |                     |
| Mosca Leggeri 48 kg | Mary Kom           | Steluta Duta      | Nazgul Boranbayeva  | Alice Aparri        |
| Mosca 51 kg         | Ren Cancan         | Nicola Adams      | Hanne Makinen       | Tatјana Kob         |
| Gallo 54 kg         | Elena Savelyeva    | Kim Hye Song      | Csilla Nemedi-Varga | Karolina Michalczuk |
| Piuma 57 kg         | Yun Kum Ju         | Yang Yanzi        | Rim Jouini          | Tassamalee Thongjan |
| Leggeri 60 kg       | Katie Taylor       | Cheng Dong        | Karolina Graczyk    | Queen Underwood     |
| Superleggeri 64 kg  | Gulsum Tatar       | Gulsumera Slugina | Klara Svensson      | Cashmere Jackson    |
| Welter 69 kg        | Andrecia Wasson    | Savannah Marshall | Marichelle de Jong  | Yang Ting Ting      |
| Medi 75 kg          | Mary Spencer       | Li Jinzi          | Liliya Durnyeva     | Maria Kovacs        |
| Mediomassimi 81 kg  | Roseli Feitosa     | Marina Volnova    | Wang Yanrui         | Timea Nagy          |
| Massimi 81 kg +     | Nadezhda Torlopova | Kateryna Kuzhel   | Kavita Chahal       | Li Yunfei           |

## Medagliere
| Ningbo 2008 | Ningbo 2008    | Ningbo 2008 | Ningbo 2008 | Ningbo 2008 | Ningbo 2008 | Ningbo 2008 |
| ----------- | -------------- | ----------- | ----------- | ----------- | ----------- | ----------- |
| Pos         | Nazione        |             |             |             | Tot         |             |
| 1           | Russia         | 2           | 1           | 0           | 3           |             |
| 2           | Cina           | 1           | 3           | 3           | 7           |             |
| 3           | Corea del Nord | 1           | 1           | 0           | 2           |             |
| 4           | Stati Uniti    | 1           | 0           | 2           | 3           |             |
| 5           | India          | 1           | 0           | 1           | 2           |             |
| 6           | Brasile        | 1           | 0           | 0           | 1           |             |
| 6           | Canada         | 1           | 0           | 0           | 1           |             |
| 6           | Irlanda        | 1           | 0           | 0           | 1           |             |
| 6           | Turchia        | 1           | 0           | 0           | 1           |             |
| 10          | Inghilterra    | 0           | 2           | 0           | 2           |             |
| 11          | Ucraina        | 0           | 1           | 2           | 3           |             |
| 12          | Kazakistan     | 0           | 1           | 1           | 2           |             |
| 13          | Romania        | 0           | 1           | 0           | 1           |             |
| 14          | Ungheria       | 0           | 0           | 3           | 3           |             |
| 15          | Polonia        | 0           | 0           | 2           | 2           |             |
| 16          | Finlandia      | 0           | 0           | 1           | 1           |             |
| 16          | Paesi Bassi    | 0           | 0           | 1           | 1           |             |
| 16          | Filippine      | 0           | 0           | 1           | 1           |             |
| 16          | Svezia         | 0           | 0           | 1           | 1           |             |
| 16          | Thailandia     | 0           | 0           | 1           | 1           |             |
| 16          | Tunisia        | 0           | 0           | 1           | 1           |             |
|             | Totale         | 10          | 10          | 20          | 40          |             |